# PY Лисички
PY Лисички (лат. PY Vulpeculae) — звезда, белый карлик, которая находится в созвездии Лисичка на расстоянии около 58 световых лет от нас.

## Характеристики
PY Лисички является самым ярким белым карликом, известным науке на данный момент. Звезда была открыта в 1981 году американскими астрономами, которые обнаружили у неё необычный спектр. Атипичные характеристики спектра в ультрафиолетовом и оптическом диапазонах, скорее всего, объясняются сейсмическими процессами, происходящими в звезде.